# Cyprinus quidatensis
Cá chép Quy Đạt hay cá ton (danh pháp khoa học: Cyprinus quidatensis) là một loài trong chi Cá chép của Họ Cá chép phân bố tại Việt Nam và được phát hiện năm 1999.